# Episodi di Corsie in allegria (terza stagione)
La terza stagione della serie televisiva Corsie in allegria è stata trasmessa in anteprima negli Stati Uniti d'America dalla NBC tra il 25 settembre 1993 e il 7 maggio 1994.
| nº | Titolo originale                  | Titolo italiano | Prima TV USA      | Prima TV Italia |
| -- | --------------------------------- | --------------- | ----------------- | --------------- |
| 1  | The Eagle Has Landed              |                 | 25 settembre 1993 |                 |
| 2  | Send in the Gowns                 |                 | 2 ottobre 1993    |                 |
| 3  | Intruders                         |                 | 9 ottobre 1993    |                 |
| 4  | Jack's Indecent Proposal          |                 | 16 ottobre 1993   |                 |
| 5  | Bring Me, the Head of Hank Kaplan |                 | 23 ottobre 1993   |                 |
| 6  | Snowball's Chance                 |                 | 30 ottobre 1993   |                 |
| 7  | The Bridges of Dade Country       |                 | 6 novembre 1993   |                 |
| 8  | No, But I Played One on TV        |                 | 13 novembre 1993  |                 |
| 9  | Temporary Setbacks                |                 | 20 novembre 1993  |                 |
| 10 | The Birth of a Marriage           |                 | 27 novembre 1993  |                 |
| 11 | The Shift of the Magi             |                 | 18 dicembre 1993  |                 |
| 12 | Paco Gets Maced                   |                 | 8 gennaio 1994    |                 |
| 13 | Parental Guidance Suggested       |                 | 15 gennaio 1994   |                 |
| 14 | Mi Casa, Su Casa                  |                 | 22 gennaio 1994   |                 |
| 15 | Fly the Friendly Skies            |                 | 5 febbraio 1994   |                 |
| 16 | Don't Hit the Road, Jack          |                 | 12 febbraio 1994  |                 |
| 17 | Bury the Hatchets                 |                 | 5 marzo 1994      |                 |
| 18 | Nothin' Says Lovin                |                 | 12 marzo 1994     |                 |
| 19 | Silent Partner                    |                 | 9 aprile 1994     |                 |
| 20 | The One After the Earthquake      |                 | 16 aprile 1994    |                 |
| 21 | The Big Jack Attack               |                 | 23 aprile 1994    |                 |
| 22 | All the Pretty Caseys             |                 | 7 maggio 1994     |                 |